# Pat Sacko
Pat Sacko à l’état-civil Hughes-Patrick Ossohou, est un artiste musicien ivoirien.
Figure forte du Zouglou, Pat Sacko est le leader du groupe Espoir 2000.

## Discographie
- Éléphant d'Afrique 1997
- Série C 1998
- Le bilan 1999
- Quatrième mandat 2001
- Gloire à Dieu 2007
- Génération Consciente 2014
- Tableau blanc 2024